# ليف أيكمن
ليف أيكمن (بالسويدية: Leif Ekman)‏ هو منافس ألعاب قوى سويدي، ولد في 16 يناير 1893، وتوفي في 1 أكتوبر 1967.

## وصلات خارجية
- ليف أيكمن على موقع أوليمبيديا (الإنجليزية)
- ليف أيكمن على موقع اللجنة الأولمبية السويدية (السويدية)